# Lubień (województwo lubuskie)

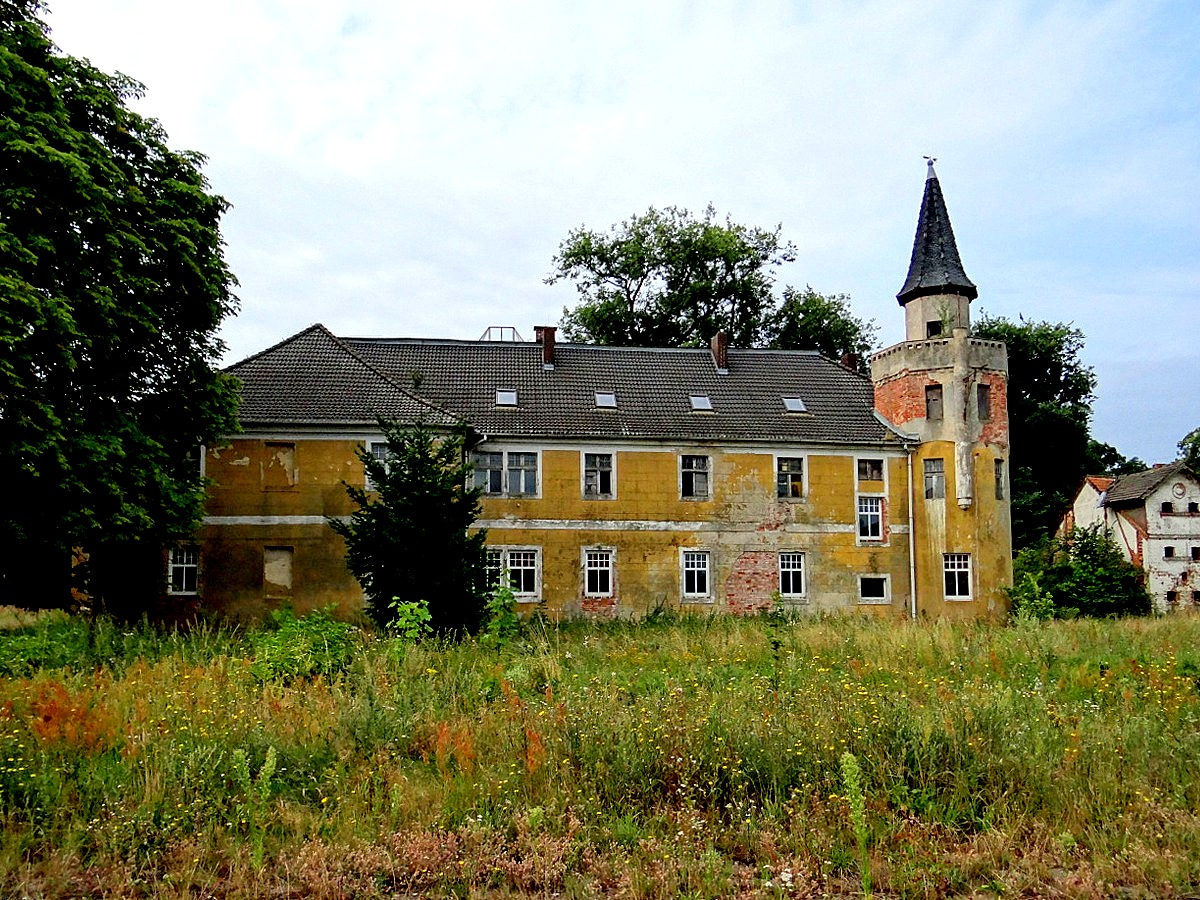
Pałac (od połowy XVII w.)

Lubień – wieś w Polsce położona w województwie lubuskim, w powiecie słubickim, w gminie Ośno Lubuskie, historycznie w ziemi lubuskiej.
Miejscowość położona jest na dwóch drogach lokalnych Radachów – Smogóry – Lubień i Rosławice – Grabno – Lubień – Sulęcin. W pobliżu wsi znajdują się dwa jeziora: Lubieńsko oraz Lubienko.

## Historia
W 1322 piastowski książę Henryk IV Wierny dokumentem wydanym w Lubniewicach nadał wieś joannitom.
W latach 1975–1998 miejscowość administracyjnie należała do województwa gorzowskiego.

## Zabytki

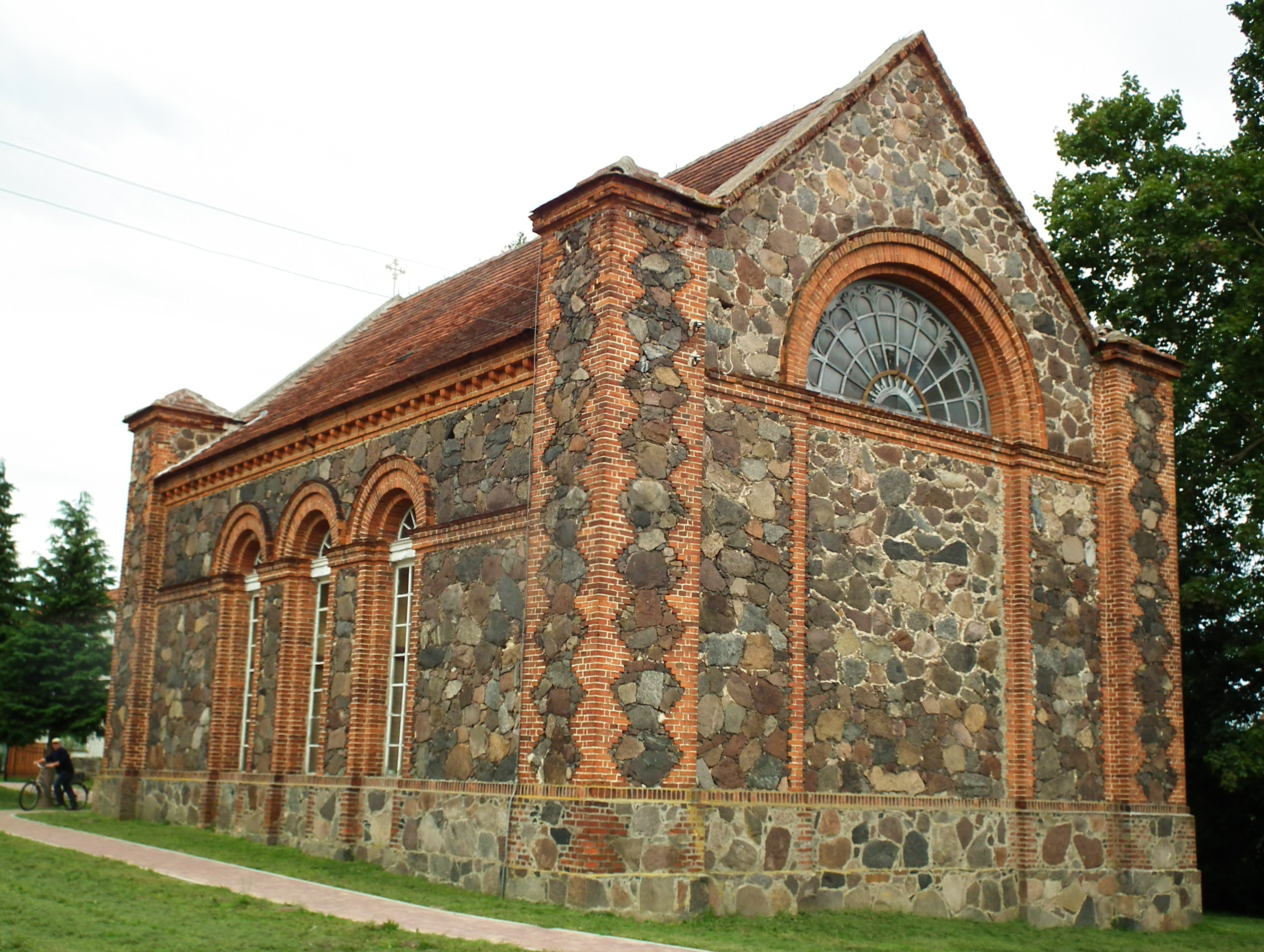
Kościół Niepokalanego Serca NMP

Do wojewódzkiego rejestru zabytków wpisane są:
- kościół ewangelicki, obecnie rzymskokatolicki pod wezwaniem Niepokalanego Serca Jezusa, klasycystyczny z 1830 roku
- zespół folwarczny, z połowy XIX wieku:
  - dom - dwór klasycystyczny z XIX wieku
  - trzy budynki gospodarcze.